# شاين تومسون
شاين تومسون (27 يناير 1969 في نيوزيلندا - ) (بالإنجليزية: Shane Thomson)‏ هو لاعب كريكت نيوزلندي. شارك مع منتخب نيوزيلندا الوطني للكريكت.

## وصلات خارجية
- شاين تومسون على موقع إي آس بي آن كريك إنفو (الإنجليزية)